# جليل إبراهيم العريض
جليل إبراهيم العريض (ولد في 1933 في المنامة، البحرين - توفي في 8 فبراير 2015 في المنامة، البحرين) مفكر تربوي وأستاذ جامعي بحريني.

## النشأة والتعليم
وُلد العريض في العام 1933 في العاصمة البحرينية المنامة.
درس في المدارس الحكومية حتى المرحلة الثانوية وأكمل دراساته الجامعية والعليا بالخارج. حصل على شهادة بكالوريوس الكيمياء من الجامعة الأميركية في بيروت العام 1954. حصل على درجة الماجستير في التربية من جامعة ليستر بالمملكة المتحدة العام 1964. جصل على درجة الدكتوراه في التربية العلمية من جامعة باث بالمملكة المتحدة العام 1974.
نال رتبة الأستاذية الجامعية من جامعة البحرين. حصل على العضوية من معهد ألكسندر هاملتون بنيويورك بالولايات المتحدة في برنامج المهارات التنفيذية العام 1981.

## المسيرة المهنية
في العام 1954 عمل مدرس للعلوم والرياضيات في مدرسة المنامة الثانوية للبنين. في العام 1958 تم تعيينه مفتش للعلوم في مدارس البحرين وحتى العام 1966. في العام 1965 كلفه مدير التربية والتعليم آنذاك بمهمة التخطيط ومتابعة التنفيذ لإقامة المعهد العالي للمعلمين الذي افتتح في العام 1966 وعين مدير للمعهد منذ افتتاحه حتى العام 1972. بعد حصوله على درجة الدكتوراه العام 1974 عين وكيل لوزارة التربية والتعليم واستمر في منصبه حتى العام 1982. في العام 1976 كلفه وزير التربية والتعليم بمهمة التخطيط ومتابعة التنفيذ لإنشاء كلية البحرين الجامعية للعلوم والآداب والتربية التي افتتحت في العام 1978.
اختاره المدير العام لليونسكو في العام 1980 ليكون واحد من اثنين وثلاثين عالم وخبير للاجتماع في مقر اليونسكو بباريس لوضع تصوراتهم بشأن الاتجاهات التي يفضل إنتاجها لتطوير محتوى التعليم العام على مستوى العالم للعقدين 1980 - 2000.
في العام 1982 عُين عميد لكلية البحرين الجامعية للعلوم والآداب والتربية. في العام 1987 تم تعيينه نائب لرئيس جامعة البحرين للشئون الأكاديمية والقيام بأعمال الرئيس طوال مدد غيابه خارج البحرين وبقي في وظيفته نائب لرئيس الجامعة حتى تقاعده في العام 1991.
شغل عضوية العديد من اللجان الأكاديمية والمؤسسات البحرينية والخليجية والعربية والعالمية. شارك في الكثير من الندوات والبحوث في جامعات مرموقة عدة خارج البحرين. مثل البحرين في مؤتمرات دولية وإقليمية وعربية عدة ودعي كخبير إلى العديد من الندوات والمؤتمرات العربية والدولية وكلفته جهات خليجية وعربية وعالمية عدة بإعداد دراسات. اختارته جامعات عربية عدة محكم للبحوث في التربية المقدمة من أعضاء هيئة التدريس فيها للنشر أو للترقية.

## التكريم والجوائز
حصل على جوائز وأوسمة وتكريمات عدة منها:
- جائزة ال* قلادة الامتياز العالمية من المؤسسة الأميركية لذوي السير الدولية تقديرا لإسهاماته في مجال التعليم الجامعي والعالي خلال العقد 1980 - 1990 (1990).

دولة للعمل الوطني من دولة البحرين (1992).
- الشهادة التقديرية من الرابطة الدولية لرؤساء الجامعات (1997).
- جائزة النجم الذهبي الدولي في نيودلهي (2009).[3]

## المؤلفات
له مؤلفات عدة في مجال التربية وضُمِّن اسمه في لوحة سجل أسماء الشخصيات الخليجية الرائدة التي ساهمت في تحقيق صرح جامعة الخليج العربي.
- أبحاث ودراسات الدكتور جليل إبراهيم العريض في التعليم الجامعي وتدريس العلوم.[4]
- عضو هيئة التدريس بجامعات دول الخليج العربية : تاهيله و تقويمه.[5]
- [6]

## الحياة الشخصية
متزوج وله ثلاثة أبناء: إياد وأنمار ولمياء.

## الوفاة
توفي العريض في 8 فبراير 2015 في المنامة بالبحرين.